# Hapithus dignus
Hapithus dignus är en insektsart som beskrevs av Otte, D. och Perez-gelabert 2009. Hapithus dignus ingår i släktet Hapithus och familjen syrsor. Inga underarter finns listade i Catalogue of Life.